# Ilija Valov
Ilija Valov (bulharskou cyrilicí Илия Вълов; 29. prosince 1961 Kneža – 13. července 2024 Vraca) byl bulharský fotbalový brankář. Po skončení aktivní kariéry působil jako trenér.

## Fotbalová kariéra
Hrál v bulharské lize za POFK Botev Vraca, PFK CSKA Sofia a PFK Lokomotiv Sofia. S CSKA Sofia získal dvakrát mistrovský titul a jednou bulharský pohár. Od roku 1991 hrál za Berliner FC Dynamo a FK Austria Vídeň. S Austrií vyhrál double. Po odchodu z Rakouska hrál za PFK Dobrudža Dobrič a turecké lize za Karşıyaka SK a Denizlispor. V Poháru mistrů evropských zemí nastoupil v 7 utkáních a v Poháru vítězů pohárů nastoupil v 8 utkáních. Za bulharskou reprezentaci nastoupil v letech 1983–1990 ve 31 utkáních. Byl členem bulharské reprezentace na Mistrovství světa ve fotbale 1986, ale v utkání nenastoupil.

## Ligová bilance
| Ročník                                  | Zápasy | Góly | Klub                |
| --------------------------------------- | ------ | ---- | ------------------- |
| 1. bulharská fotbalová liga 1980/1981   | -      | -    | POFK Botev Vraca    |
| 1. bulharská fotbalová liga 1981/1982   | -      | -    | POFK Botev Vraca    |
| 1. bulharská fotbalová liga 1982/1983   | -      | -    | POFK Botev Vraca    |
| 1. bulharská fotbalová liga 1983/1984   | -      | -    | POFK Botev Vraca    |
| 1. bulharská fotbalová liga 1984/1985   | -      | -    | POFK Botev Vraca    |
| 1. bulharská fotbalová liga 1985/1986   | -      | -    | POFK Botev Vraca    |
| 1. bulharská fotbalová liga 1986/1987   | -      | -    | POFK Botev Vraca    |
| 1. bulharská fotbalová liga 1987/1988   | -      | -    | POFK Botev Vraca    |
| 1. bulharská fotbalová liga 1988/1989   | 23     | 0    | PFK CSKA Sofia      |
| 1. bulharská fotbalová liga 1989/1990   | 23     | 0    | PFK Slavia Sofia    |
| 1. bulharská fotbalová liga 1990/1991   | 15     | 0    | PFK Lokomotiv Sofia |
| DDR-Oberliga 1990/1991 1991/1992        | 17     | 0    | Berliner FC Dynamo  |
| Rakouská fotbalová Bundesliga 1991/1992 | 7      | 0    | FK Austria Vídeň    |
| 1. bulharská fotbalová liga 1991/1992   | 12     | 0    | PFK Dobrudža Dobrič |
| 1. turecká liga 1992/1993               | 24     | 0    | Karşıyaka SK        |
| 1. turecká liga 1993/1994               | 30     | 0    | Karşıyaka SK        |
| 1. turecká liga 1994/1995               | 29     | 0    | Denizlispor         |
| CELKEM 1. bulharská fotbalová liga      | -      | -    |                     |
| CELKEM DDR-Oberliga                     | 17     | 0    |                     |
| CELKEM Rakouská fotbalová Bundesliga    | 7      | 0    |                     |
| CELKEM 1. turecká liga                  | 83     | 0    |                     |